# Коста-Брава (фильм)
«Коста-Брава» (исп. Costa Brava) — фильм 1995 года режиссёра Marta Balletbò-Coll.

## Сюжет
Анна работает туристическим гидом в Каталонии, а в свободное время занимается выступлением как стендап-артистка. Она решает приготовить монолог, в котором будет выступать от имени домохозяйки-лесбиянки, влюбившейся в свою соседку. Запись с монологом она отправляет на конкурс в Сан-Франциско. В это время она знакомится с Монсеррат, еврейкой из Америки, которая работает в Барселонском университете. У них начинается дружба, они отправляются в путешествие на побережье Коста-Брава, где между ними начинаются романтические отношения. Вскоре Монсеррат находит новую работу в США. Девушкам суждено расстаться, но в это время Анне приходит сообщение, что её запись произвела впечатление и её приглашают на работу в Америку.

## Актёрский состав
| В ролях             |  | Персонаж                 |
| ------------------- |  | ------------------------ |
| Desi del Valle      |  | Montserrat Ehrzman-Rosas |
| Marta Balletbò-Coll |  | Anna Giralt-Romaguera    |

## Награды
Фильм получил следующие награды:
| Награды                                                 | Награды | Награды                   | Награды                     | Награды                              |
| ------------------------------------------------------- | ------- | ------------------------- | --------------------------- | ------------------------------------ |
| Фестиваль / Премия                                      | Год     | Награда                   | Категория                   | Победитель                           |
| San Francisco International Lesbian & Gay Film Festival | 1995    | Приз зрительских симпатий | Лучший художественный фильм | Marta Balletbò-Coll                  |
| Премия Святого Георгия                                  | 1996    | Специальный приз          |                             | Marta Balletbò-Coll Ana Simón Cerezo |